# Pierre-Joseph Fiquet du Boccage
Pour les articles homonymes, voir Fiquet et Boccage.
Pierre-Joseph Fiquet du Boccage, né le 19 mars 1697 à Tôtes et mort en août 1767 à Paris, est un traducteur français.
Ce fils d'un maître de poste à Tôtes est receveur des tailles à Dieppe, mais également amateur de belles-lettres. Fiquet du Boccage épouse en mars 1727 Marie-Anne Lepage, qui n'est alors âgée que de seize ans, et qui se fit ensuite un nom dans la république des Lettres.
D’une parfaite conformité de goût avec son épouse, il s'exerça, comme elle, à traduire des ouvrages anglais en français.
Fiquet du Boccage a laissé une traduction de d’Oronoko, ou Le prince nègre d’Aphra Behn qu’il fit imprimer en 1751. Cette pièce a encore été imitée par La Place et Laus de Boissy.
Fiquet du Boccage a aussi traduit, du même théâtre, une autre pièce intitulée l’Orpheline, de Susanna Centlivre, qu’on trouve à la suite d’un recueil de poésies imprimées, et qui porte pour titre Mélange de différentes pièces de vers et de prose, recueil formant trois volumes in-12, imprimé à Paris, en 1751. On lui doit également des Lettres sur le théâtre anglais, avec une traduction de l'Avare, comédie de Shadwell, et de la Femme de campagne, de Wicherley ; Paris, 1752, 2 vol. in-12.

## Pour approfondir